# Paolo Bozzini
Paolo Bozzini (Piacenza, 25 de janeiro de 1815 - Piacenza, 22 de janeiro de 1892) foi um pintor italiano.

## Biografia
Ele nasceu em Piacenza. Ele começou seus estudos com Carlo Maria Viganoni em sua cidade natal; o patrocínio do médico Lodovico Guglieri, permitiu-lhe viajar para Roma para trabalhar nos estúdios de Cammuccini e Podesti. O último foi um mentor próximo. O padre Luigi Rezzi, também de Piacenza e professor da Universidade de Sapienza, em Roma, também o ajudou a projetar obras. Ele morreu de paralisia progressiva.
Entre suas obras em Piacenza: o retábulo da Sacristia da Catedral de Piacenza, representando o momento anterior ao martírio de Santa Giustina; A prisão de Pandolfo Collenuccio de Pesaro; Filippo Arcelli atende às necessidades de seu irmão e filho a partir de uma janela no castelo de Sant'Antonino, em Piacenza; Giulio Alberovi apresenta o retrato de Elisabeth Farnese a Phillip V, rei da Espanha; Defesa de Piacenza contra o cerco de Francesco Sforza; Correggio mostra seu São Jerônimo em seu estúdio em uma freira; Garibaldi embarca de Marselha; Apoteose de São Rocco para a igreja de mesmo nome; Jeremias prediz o cativeiro para os hebreus; Morte da Matatia; Apoteose de San Ludovico. Sua filha Luigia Bozzini também foi pintora.